# 皮蒂维耶
皮蒂维耶（法語：Pithiviers，法語發音：[pitivje] ⓘ），法国中北部城市，中央-卢瓦尔河谷大区卢瓦雷省的一个市镇，同时也是该省的一个副省会，下辖皮蒂维耶区，其市镇面积为6.94平方公里，2022年1月1日时人口数量为8,981人，在法国城市中排名第1,145位。
皮蒂维耶位于卢瓦雷省北部，厄夫河畔，是一个区域性的中心城市，多条公路在此交汇。
皮蒂维耶因同名蛋糕而闻名，同时也是数学家西梅翁·德尼·泊松的故乡。

## 地名来源

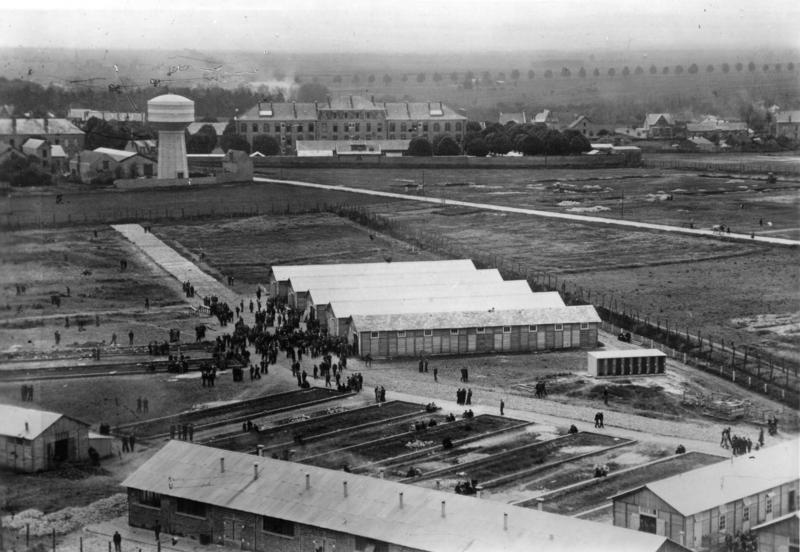
皮蒂维耶集中营

“皮蒂维耶”一名来源于凯尔特语“petuarios”，意为“四”，引申含义为“四个方向”，因彼时有四个方向的道路在此交汇而得名。

## 历史
皮蒂维耶的具体来源尚未得到证实，高卢-罗马时期，皮蒂维耶为卡努特人的活动范围，两条道路在此交汇。中世纪时，皮蒂维耶属于奥尔良地区，因农产品贸易而形成聚落，以“皮蒂维耶”命名的蛋糕成为当地的代表性产品。公元11世纪，皮蒂维耶出现了一处为纪念萨洛蒙和都尔的额我略而建的教堂，至15世纪时，该教堂得到扩张。17世纪，皮蒂维耶蛋糕的做法在法国各地得到流传，逐渐成为一种常见的法国食物。法国大革命后，皮蒂维耶成为卢瓦雷省的一个市镇，并成为该省的一个地区行署，1800年起成为副省会，1926年曾被撤销，1942年复设。彼时，纳粹德军在皮蒂维耶建立了犹太人集中营。二战后，得益于工业发展，皮蒂维耶人口曾一度快速增加，但自20世纪70年代后逐渐放缓并有所衰减。途径皮蒂维耶的铁路线于1972年停止客运服务。

## 地理

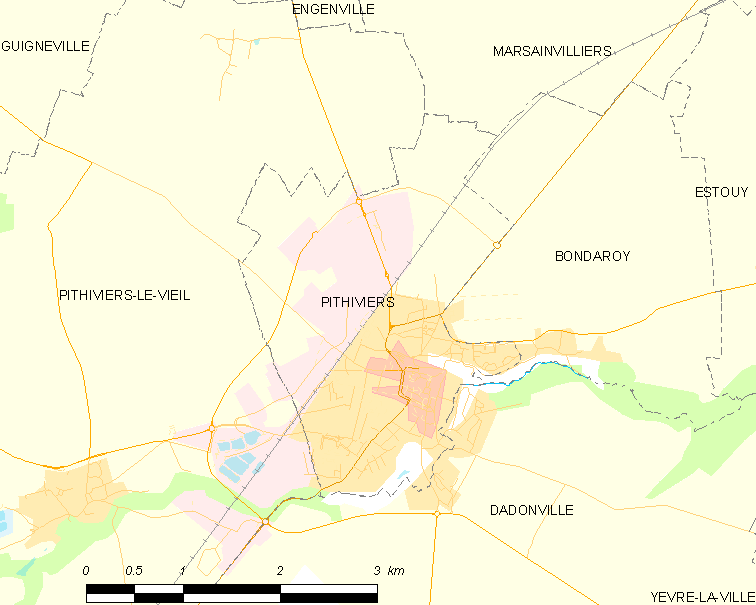
皮蒂维耶市镇范围地图

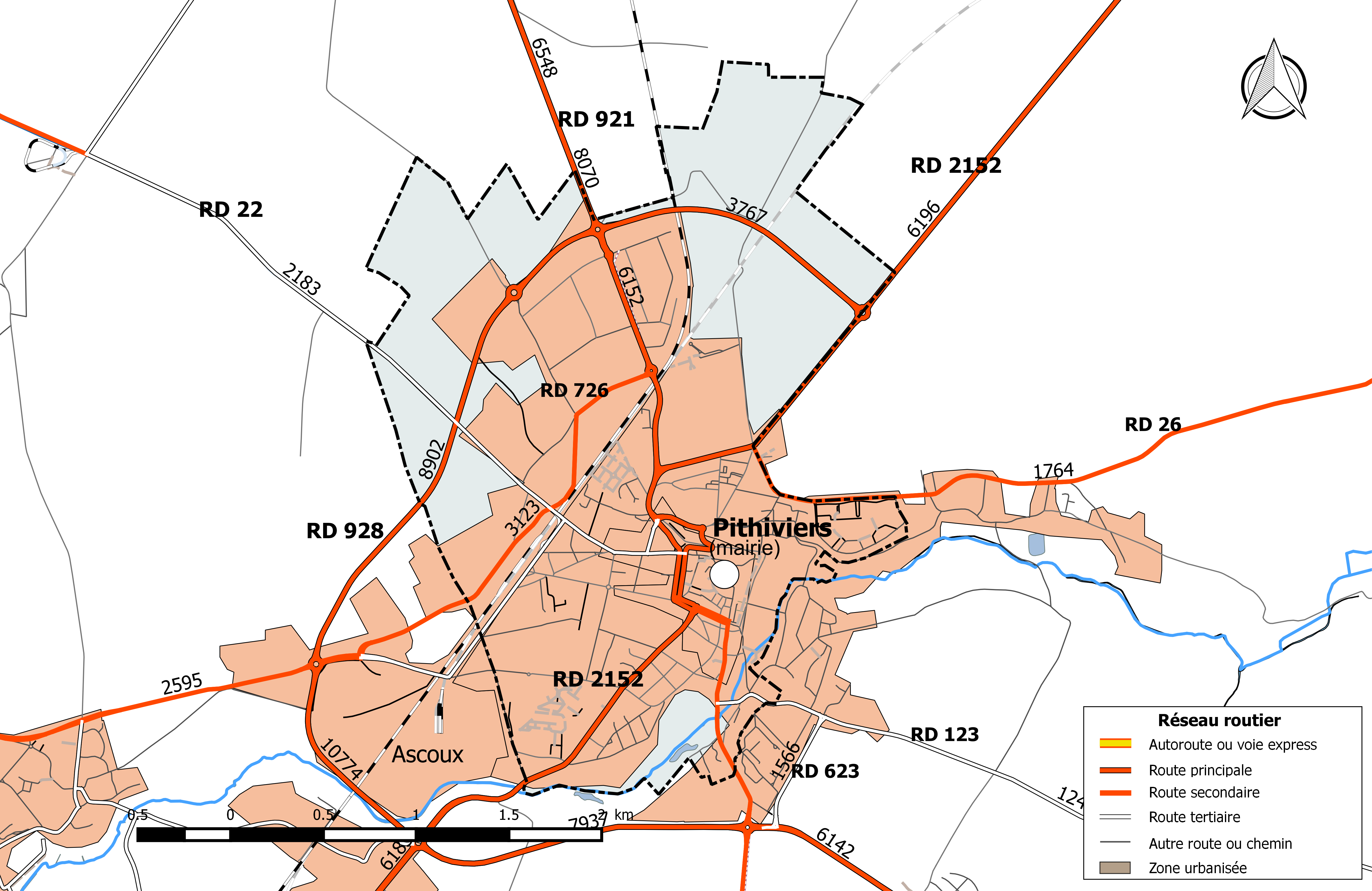
皮蒂维耶市区街道地图

皮蒂维耶位于法国中北部，中央-卢瓦尔河谷大区东北部和卢瓦雷省北部，距离省会奥尔良大约43公里。与皮蒂维耶接壤的市镇包括：马尔桑维利耶、邦达鲁瓦、达东维尔、旧皮蒂维耶。

### 地形
皮蒂维耶位于博斯地区腹地东部，境内地势平坦，全境海拔在97到130米之间。

### 水文
厄夫河自西南向东北流经境内南部，该河是埃松河的支流，属于塞纳河水系。

### 植被
皮蒂维耶属于温带落叶林区，市区内的主要绿地公园包括贝勒库尔市政公园（Parc Municipal Bellecour）、市政厅花园（Jardins de la Mairie）等，均常年免费向公众开放。
在鲜花城市的评比中，皮蒂维耶被评为3星级鲜花城市。

### 气候
皮蒂维耶在柯本气候分类法中属于温带海洋性气候。
距离皮蒂维耶最近的气象站位于旧皮蒂维耶境内，以下为该气象站的数据（其中日照数据取自奥尔良）：
| 旧皮蒂维耶1981年－2019年 | 旧皮蒂维耶1981年－2019年 | 旧皮蒂维耶1981年－2019年 | 旧皮蒂维耶1981年－2019年 | 旧皮蒂维耶1981年－2019年 | 旧皮蒂维耶1981年－2019年 | 旧皮蒂维耶1981年－2019年 | 旧皮蒂维耶1981年－2019年 | 旧皮蒂维耶1981年－2019年 | 旧皮蒂维耶1981年－2019年 | 旧皮蒂维耶1981年－2019年 | 旧皮蒂维耶1981年－2019年 | 旧皮蒂维耶1981年－2019年 | 旧皮蒂维耶1981年－2019年 |
| 月份                     | 1月                      | 2月                      | 3月                      | 4月                      | 5月                      | 6月                      | 7月                      | 8月                      | 9月                      | 10月                     | 11月                     | 12月                     | 全年                     |
| ------------------------ | ------------------------ | ------------------------ | ------------------------ | ------------------------ | ------------------------ | ------------------------ | ------------------------ | ------------------------ | ------------------------ | ------------------------ | ------------------------ | ------------------------ | ------------------------ |
| 历史最高温 °C（°F）      | 16.5 (61.7)              | 20 (68)                  | 25 (77)                  | 30.1 (86.2)              | 33.5 (92.3)              | 39 (102)                 | 38 (100)                 | 42.5 (108.5)             | 34 (93)                  | 29.8 (85.6)              | 21.8 (71.2)              | 17.8 (64.0)              | 42.5 (108.5)             |
| 平均高温 °C（°F）        | 6.6 (43.9)               | 8 (46)                   | 12.2 (54.0)              | 15.7 (60.3)              | 19.7 (67.5)              | 23.4 (74.1)              | 26.1 (79.0)              | 25.8 (78.4)              | 21.6 (70.9)              | 16.4 (61.5)              | 10.5 (50.9)              | 6.9 (44.4)               | 16.1 (61.0)              |
| 日均气温 °C（°F）        | 3.7 (38.7)               | 4.3 (39.7)               | 7.5 (45.5)               | 10.2 (50.4)              | 14.2 (57.6)              | 17.5 (63.5)              | 19.8 (67.6)              | 19.5 (67.1)              | 15.9 (60.6)              | 12 (54)                  | 7.1 (44.8)               | 4.3 (39.7)               | 11.3 (52.3)              |
| 平均低温 °C（°F）        | 0.8 (33.4)               | 0.7 (33.3)               | 2.8 (37.0)               | 4.7 (40.5)               | 8.6 (47.5)               | 11.5 (52.7)              | 13.4 (56.1)              | 13.2 (55.8)              | 10.2 (50.4)              | 7.5 (45.5)               | 3.7 (38.7)               | 1.6 (34.9)               | 6.6 (43.9)               |
| 历史最低温 °C（°F）      | −19.5 (−3.1)             | −13 (9)                  | −12 (10)                 | −3.8 (25.2)              | −0.5 (31.1)              | 1.4 (34.5)               | 6 (43)                   | 4 (39)                   | 1.5 (34.7)               | −3 (27)                  | −11.5 (11.3)             | −12 (10)                 | −19.5 (−3.1)             |
| 平均降水量 mm（）        | 50.2 (1.98)              | 42.8 (1.69)              | 44.9 (1.77)              | 51.5 (2.03)              | 61.5 (2.42)              | 46.7 (1.84)              | 55.6 (2.19)              | 47 (1.9)                 | 52.3 (2.06)              | 63.2 (2.49)              | 54.3 (2.14)              | 58.9 (2.32)              | 628.9 (24.76)            |
| 月均日照時數             | 66.4                     | 87.3                     | 140.5                    | 176.2                    | 207                      | 216.6                    | 221.3                    | 224.6                    | 179.2                    | 121.1                    | 70.6                     | 56.6                     | 1,767.4                  |
| 来源：infoclimat.fr      |                          |                          |                          |                          |                          |                          |                          |                          |                          |                          |                          |                          |                          |

## 行政区划
皮蒂维耶是法国中央-卢瓦尔河谷大区卢瓦雷省的一个市镇，编号为45252，它也是卢瓦雷省的一个副省会。皮蒂维耶下辖皮蒂维耶区，隶属于卢瓦雷省第五选区，管理皮蒂维耶县，同时也是皮蒂维耶市镇公共社区的核心市镇。
法国国家统计与经济研究所（简称）在进行数据统计时，将皮蒂维耶及相邻的另外2个市镇设为皮蒂维耶城市核心区以及皮蒂维耶城市区。自2020年起，皮蒂维耶城市区被包含27个市镇的皮蒂维耶城市辐射区代替。此外，还将皮蒂维耶市镇分为了6个“块区”（IRIS），以便于统计人口分布情况。

## 交通

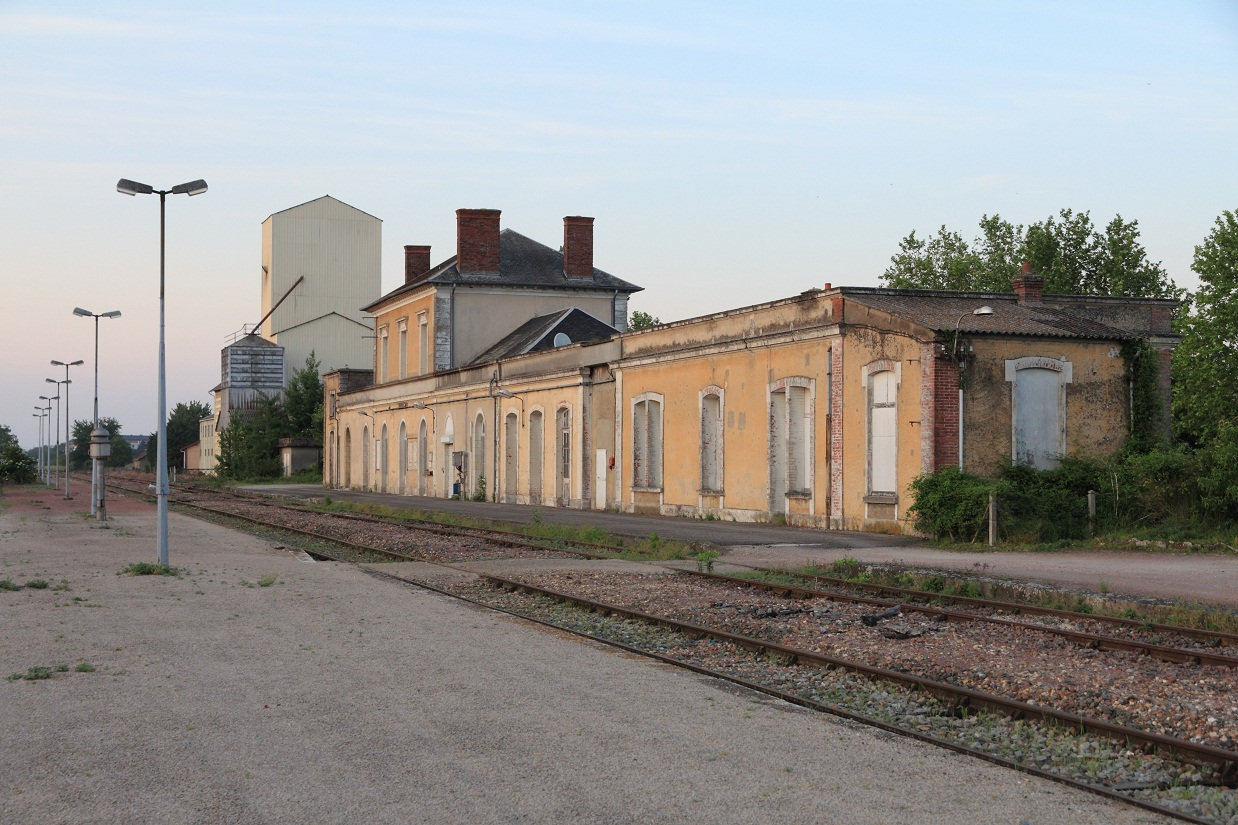
皮蒂维耶火车站旧址

### 公路
皮蒂维耶市区距离A19高速公路的7号出入口大约8公里，另有多条卢瓦雷省省道在皮蒂维耶境内交汇，中央-卢瓦尔河谷大区下属的城际客运提供巴士线路，可前往奥尔良、埃唐普及蒙塔日。
2017年，68.7%的皮蒂维耶家庭拥有至少一辆的私人汽车。2019年，皮蒂维耶境内共发生各类交通事故4起，造成5人受伤。

### 铁路
途径皮蒂维耶的铁路线已于1972年停止客运服务，现为一条货运线路，供当地的化工厂使用，原有的站房则被开辟为交通博物馆。距离皮蒂维耶最近的运营中铁路客运车站为图里站，此外皮蒂维耶距离埃唐普站和莱索布赖站的车程均在半小时左右。

### 航空
距离皮蒂维耶最近的民用航空站为巴黎-奥利机场，距离皮蒂维耶市中心的公路里程约78公里。

### 城市公共交通
皮蒂维耶城市公共交通（商业名称为）是当地的城市公共交通系统，由皮蒂维耶市政府提供并直接负责运营，包括一条线路，覆盖了皮蒂维耶市区内的主要街道和居民区。

## 政治

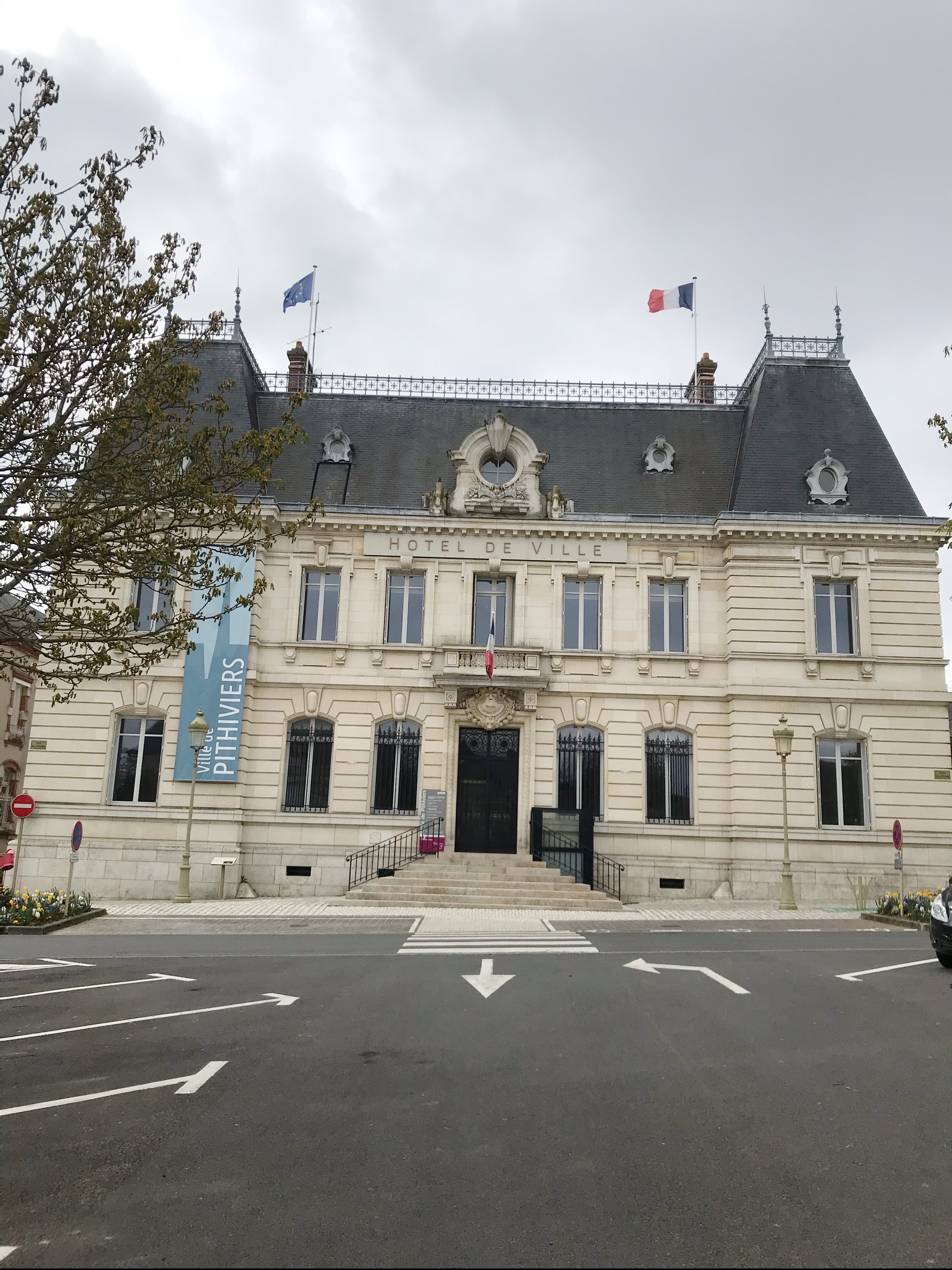
皮蒂维耶市政厅

皮蒂维耶的现任市长为菲利普·诺朗先生（Philippe Nolland），他是共和党的一名成员，在2020年的市政选举中获得了30.22%的支持率。
在2017年的法国总统大选中，法国第25任总统埃马纽埃尔·马克龙在皮蒂维耶获得了62.9%的支持率。
| 皮蒂维耶历届市长 |                                        |                           |
| 任期             | 市长                                   | 党派                      |
| 1944年－1945年   | Fernand Jarreau 费尔南·雅罗            | 不详                      |
| 1945年－1947年   | Léon Daurios 莱昂·多里约斯             | 不详                      |
| 1947年－1959年   | Jean Boucheny 让·布谢尼                | 不详                      |
| 1959年－1965年   | Marcel Piquemal 马塞尔·皮克马尔        | DVD右翼无党派人士         |
| 1965年－1966年   | Édouard Bizette 爱德华·比泽特          | 不详                      |
| 1966年－1977年   | Bernard Lambert 贝尔纳·朗贝尔          | 不详                      |
| 1977年－1983年   | André Saillard 安德烈·萨亚尔           | UDF法国民主联盟           |
| 1983年－1989年   | Marc Moussard 马克·穆萨尔              | 無黨籍                    |
| 1989年－2001年   | Henry Berthier 亨利·贝尔蒂耶           | PS社会党                  |
| 2001年－2008年   | Philippe Pintaux 菲利普·潘托           | UMP人民运动联盟           |
| 2008年－2014年   | Marie-Thérèse Bonneau 玛丽-泰蕾斯·博诺 | PS社会党                  |
| 2014年－         | Philippe Nolland 尼古拉·诺朗           | UMP人民运动联盟 →LR共和黨 |

## 人口
2018年，皮蒂维耶市镇人口数量为8,935，在法国排名第1,145位。其中男性4,296人，女性4,685人，75岁及以上人口占9.2%，外籍人口数量为2,119人，人口密度为1,287人/平方公里，当地居民被称为（男性）或（女性）。2019年，皮蒂维耶境内出生109人，死亡人口114人。
| 年份   | 1936  | 1946  | 1954  | 1962  | 1968  | 1975   | 1982  | 1990  | 1999  | 2006  | 2007  | 2008  | 2013  | 2018  |
| ------ | ----- | ----- | ----- | ----- | ----- | ------ | ----- | ----- | ----- | ----- | ----- | ----- | ----- | ----- |
| 人口數 | 6,661 | 7,111 | 6,944 | 7,318 | 8,686 | 10,097 | 9,392 | 9,327 | 9,242 | 8,839 | 8,779 | 8,719 | 9,039 | 8,935 |

## 经济
皮蒂维耶是一个区域性的中心城市，当地共有各类用人单位982家，平均历史为18年，其中95.21%为中小型企业（PME）。（大型零售）、（化工生产）及（小型汽车修理）是当地2019年营业额最高的三个企业，分别为55,674,837欧元、36,189,042欧元和23,951,139欧元。

## 财政收入
2019年，皮蒂维耶的财政收入总额为12,534,600欧元，财政支出总额为11,735,700欧元，当年的债务总额为6,294,020欧元。2020年，皮蒂维耶共获得1,898,525欧元的国家财政补助，比上一年增加了0.02%。
2017年，皮蒂维耶的人均月收入总额为1,875欧元，其中高级职员为3,418欧元，低于法国平均水平（4,214欧元）；中级职员为2,227欧元，低于法国平均水平（2,353欧元）；普通职员为1,602欧元，亦低于法国平均水平（1,690欧元）。
2017年，皮蒂维耶境内的青壮年（15至64岁）失业率为23.6%，当地39.7%的家庭拥有纳税资格，平均纳税2,202欧元，低于法国平均水平（3,888欧元）。

## 社会事务

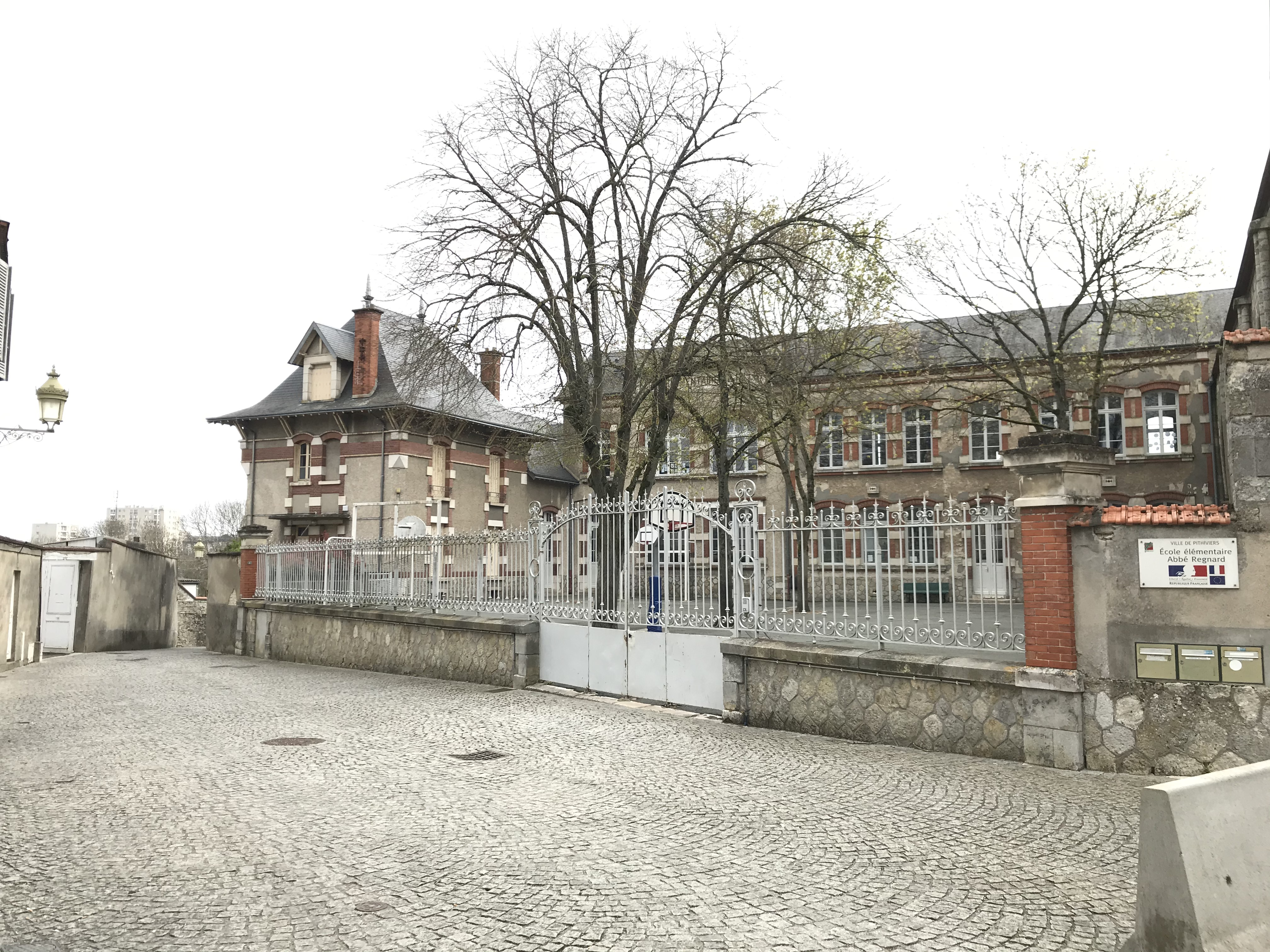
皮蒂维耶的一所学校

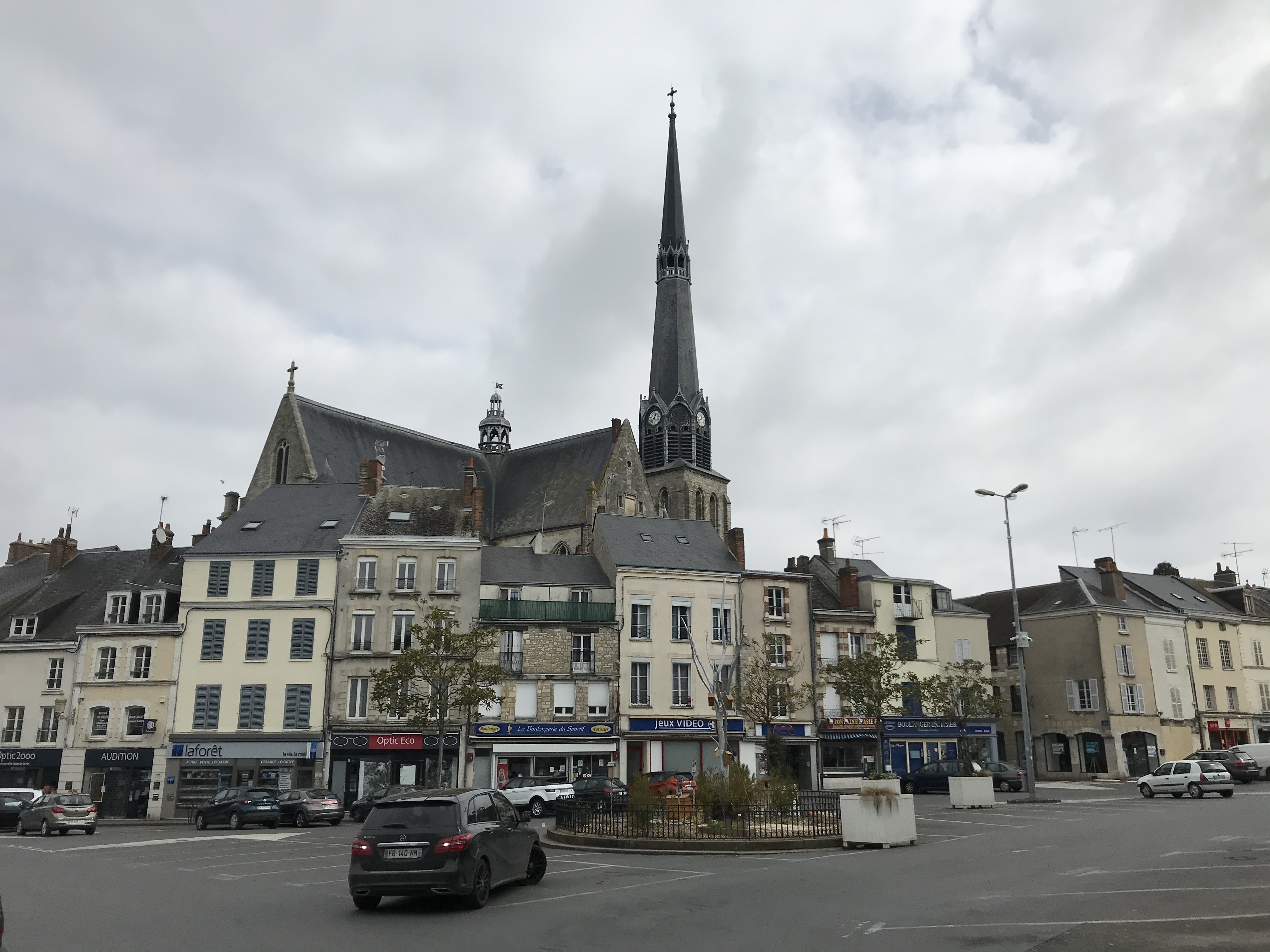
马尔图瓦广场

### 教育
皮蒂维耶属于奥尔良-图尔学区。截止2019年1月1日，皮蒂维耶境内共有4所幼儿园、5所小学、2所初级中学、1所普通高中和2所职业高中。2018至2019学年度，皮蒂维耶境内共有在校中等教育阶段学生2,352名。

### 医疗
截止2019年1月1日，皮蒂维耶境内共有全科医生7名、保健师9名、牙医5名、护士8名、耳科医生1名、眼科医生1名和助产士2名。境内共有药房3家、养老院1家、残疾人帮扶中心3家。
皮蒂维耶中心医院（Centre Hospitalier de Pithiviers）是法国的一个区域性医疗机构，其主病区位于皮蒂维耶市区，设有床位262个，是当地规模最大的公立综合性医院。

### 住房
2017年，皮蒂维耶境内共有各类住房4,600套，其中37.8%为独立式居民区，61.7%为集中式居民区。常住房屋占皮蒂维耶市镇范围内居民建筑总量的87.9%。
在住房保障政策方面，2017年，皮蒂维耶境内共有1,361户家庭获得了住房经济补助，受益人数占总人口数量的15.2%，其中1,294份为房租补助。

### 商业
2019年，皮蒂维耶境内共有各类实体商铺284家，其中餐厅51家、大型超市5家、杂货店12家、面包房9家、肉铺7家、书店6家、装饰品店1家、银行门店11家、美容美发店16家、汽车维修店27家。市区北部建有大型开放式商业街区，有E.Leclerc、Action、Mr Bricolage、迪卡侬、麦当劳等商店或餐厅。

### 体育
2019年，皮蒂维耶境内共有1家游泳池、2间体育馆、2座综合体育场、5处网球场、3处足球或橄榄球场以及1处篮球或排球场。
截至2021年4月，皮蒂维耶境内共有四家注册足球俱乐部，其中皮蒂维耶运动员俱乐部（Club Athlétique Pithivierien）在2020至2021赛季参加中央-卢瓦尔河谷大区足球联赛。

### 环境
皮蒂维耶的环境事务由其所属的市镇公共社区负责。2019年，皮蒂维耶境内共有2家污染企业。

### 治安
2019年，皮蒂维耶市镇范围内有1处宪兵队。
2014年，皮蒂维耶及附近地区共发生各类案件3,177起，其中盗窃类案件1,741起，经济类案件368起，毒品交易类案件201起。

## 文化
2019年，皮蒂维耶境内共有1家电影院和1家博物馆。皮蒂维耶市政府提供多媒体中心，向公众全年开放。

### 建筑
皮蒂维耶境内有多处历史建筑，其中圣萨洛蒙-圣格雷瓜尔教堂和圣乔治大教堂分别于1912年和1928年被列入法国国家文物保护单位。

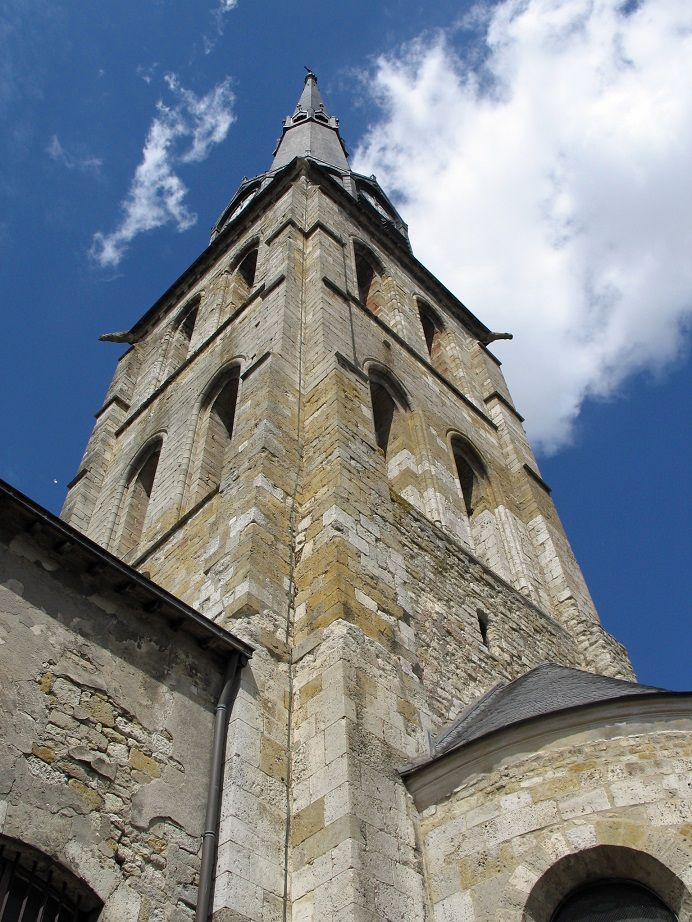
圣萨洛蒙教堂钟楼（法语：Église Saint-Salomon-et-Saint-Grégoire de Pithiviers）
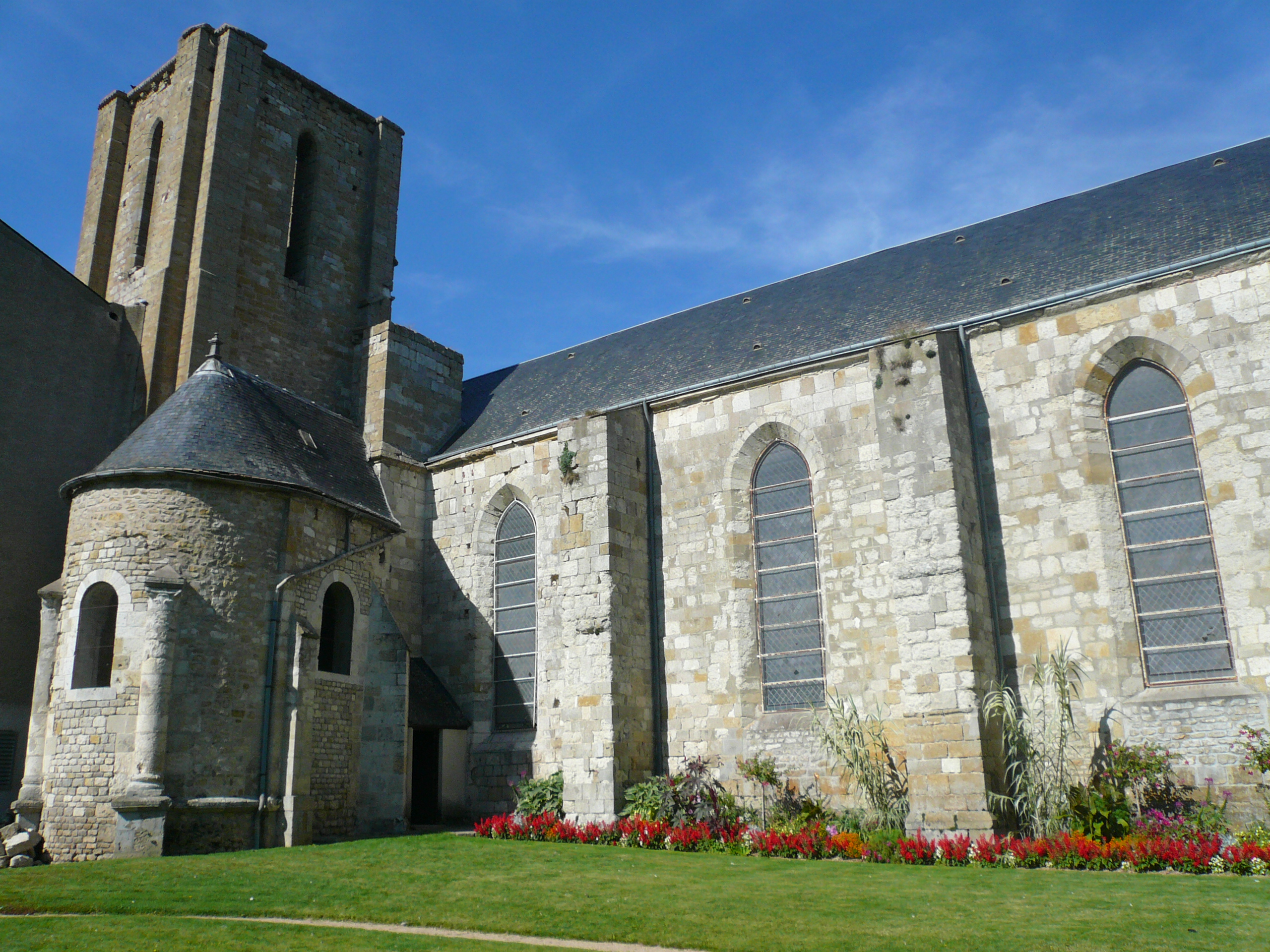
圣乔治大教堂（法语：Collégiale Saint-Georges de Pithiviers）
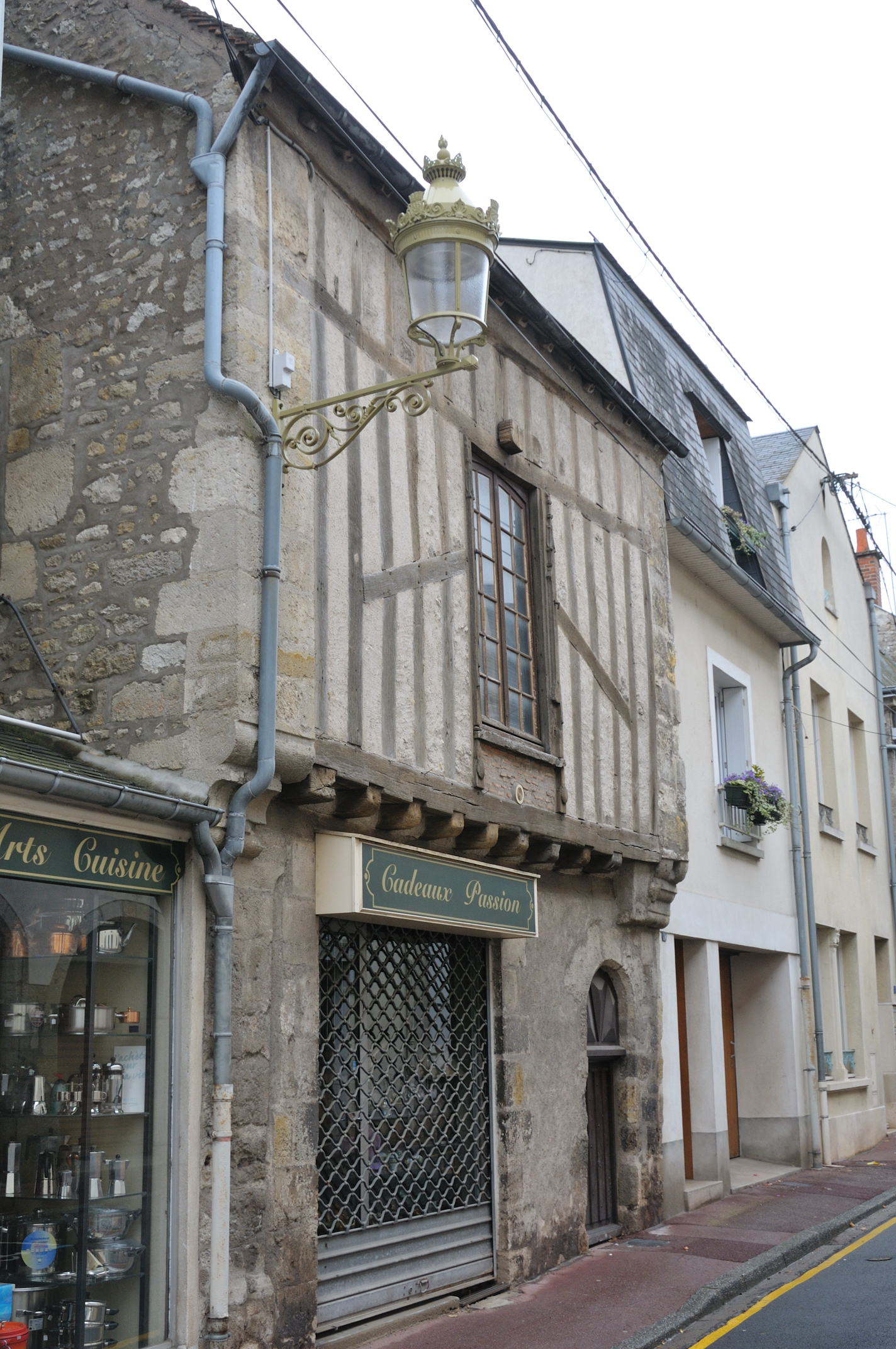
传统建筑
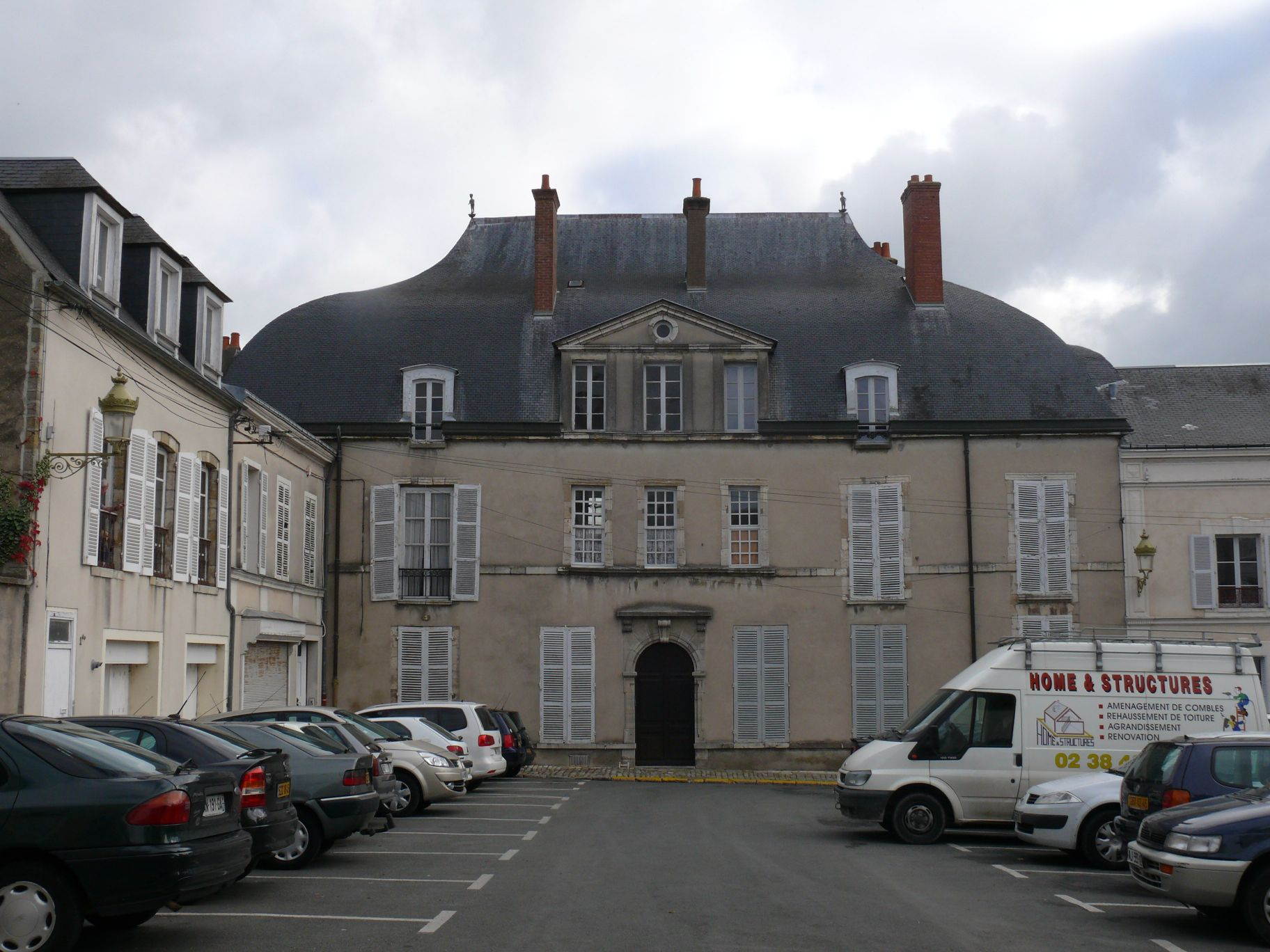
青瓦楼
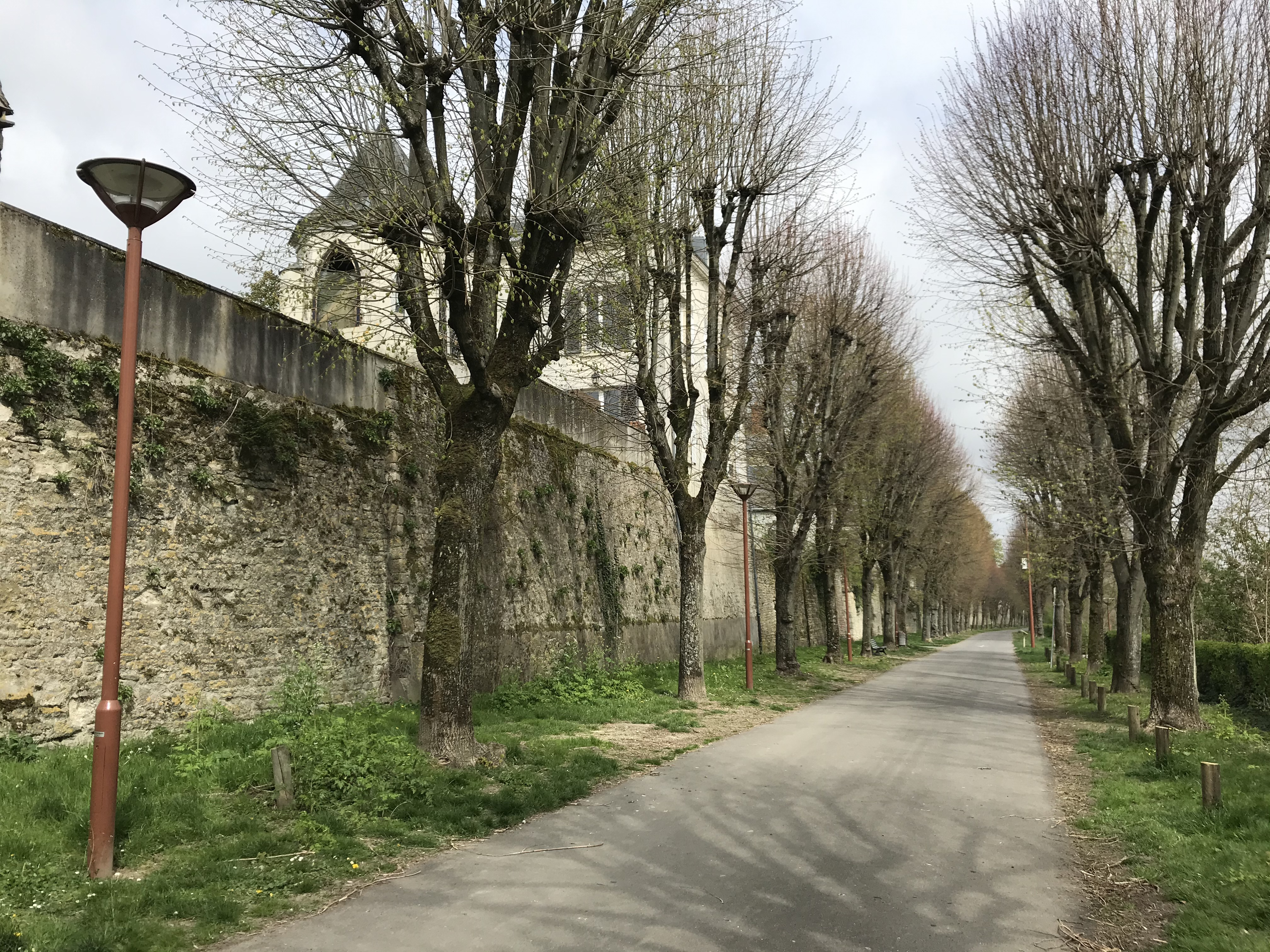
城墙旧址
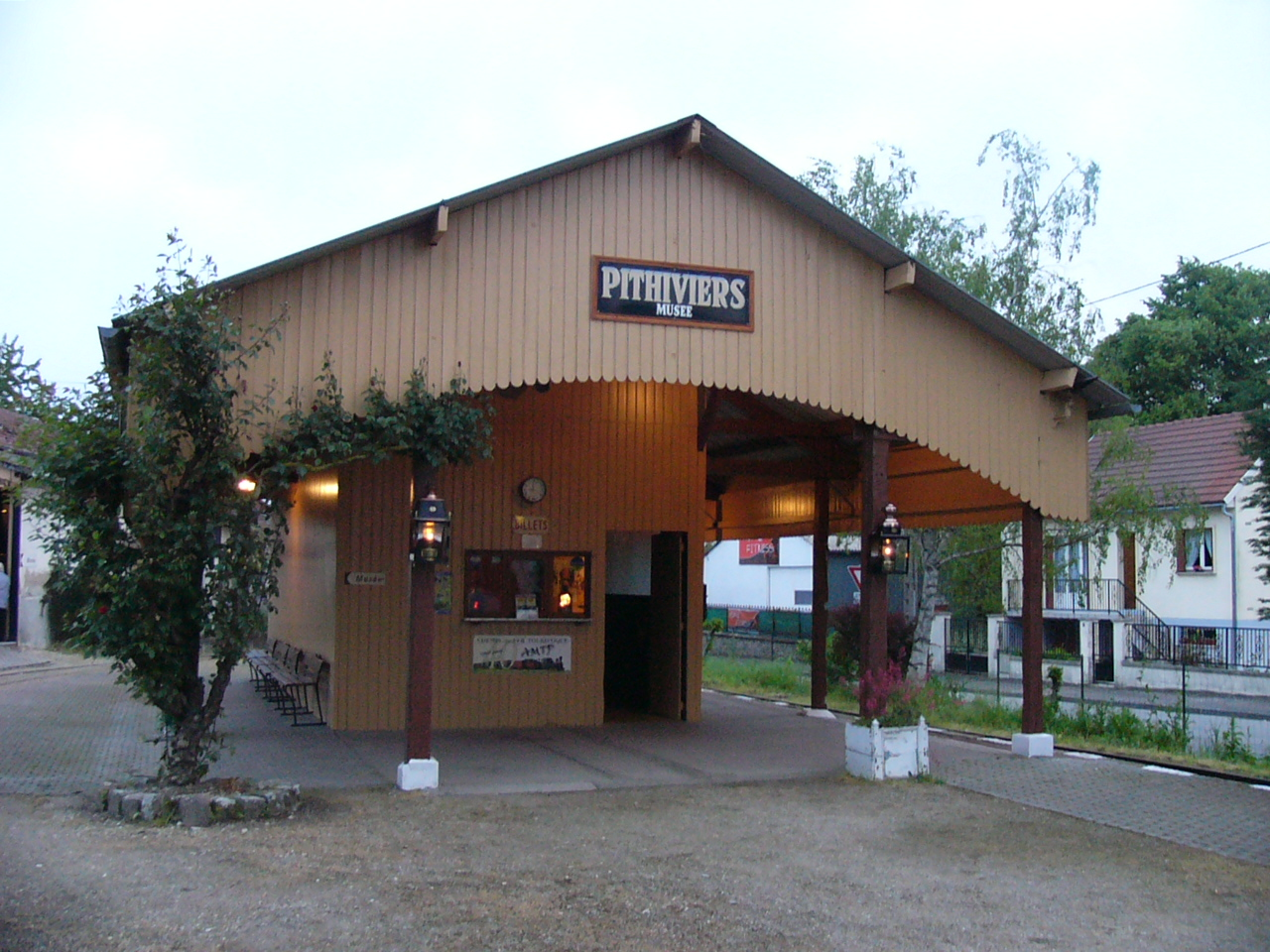
交通博物馆（法语：Musée des transports de Pithiviers）

### 旅游
皮蒂维耶的旅游事务由其所属的公共社区负责。2020年，皮蒂维耶境内共有3家宾馆共计98间房间；另有1个露营地，可容纳共31辆露营车。

### 媒体
法国主要的媒体均可在皮蒂维耶接收，法国电视三台下属的中央-卢瓦尔河谷大区频道在部分时段播出皮蒂维耶所属区域的地方新闻。

### 美食
皮蒂维耶因同名蛋糕而闻名，该蛋糕有甜和咸两种做法，流传于法国各地。

## 相关人物
法国数学家西梅翁·德尼·泊松及植物学家迪阿梅尔出生于皮蒂维耶，当地市中心建有两者的雕像。法国海军上将帕尔马·古尔东、女作家玛丽·恩迪亚耶、足球运动员史蒂夫·马莱以及自行车运动员若弗鲁瓦·勒卡特尔亦出生于皮蒂维耶。

## 友好城市
截至2021年4月，皮蒂维耶共与四座城市互为友好城市关系：
- 德国 布格伦根费尔德
- 葡萄牙 奥瓦尔
- 英格兰 阿什比德拉祖什
- 土耳其 伊兹尼克